# Donald Faison

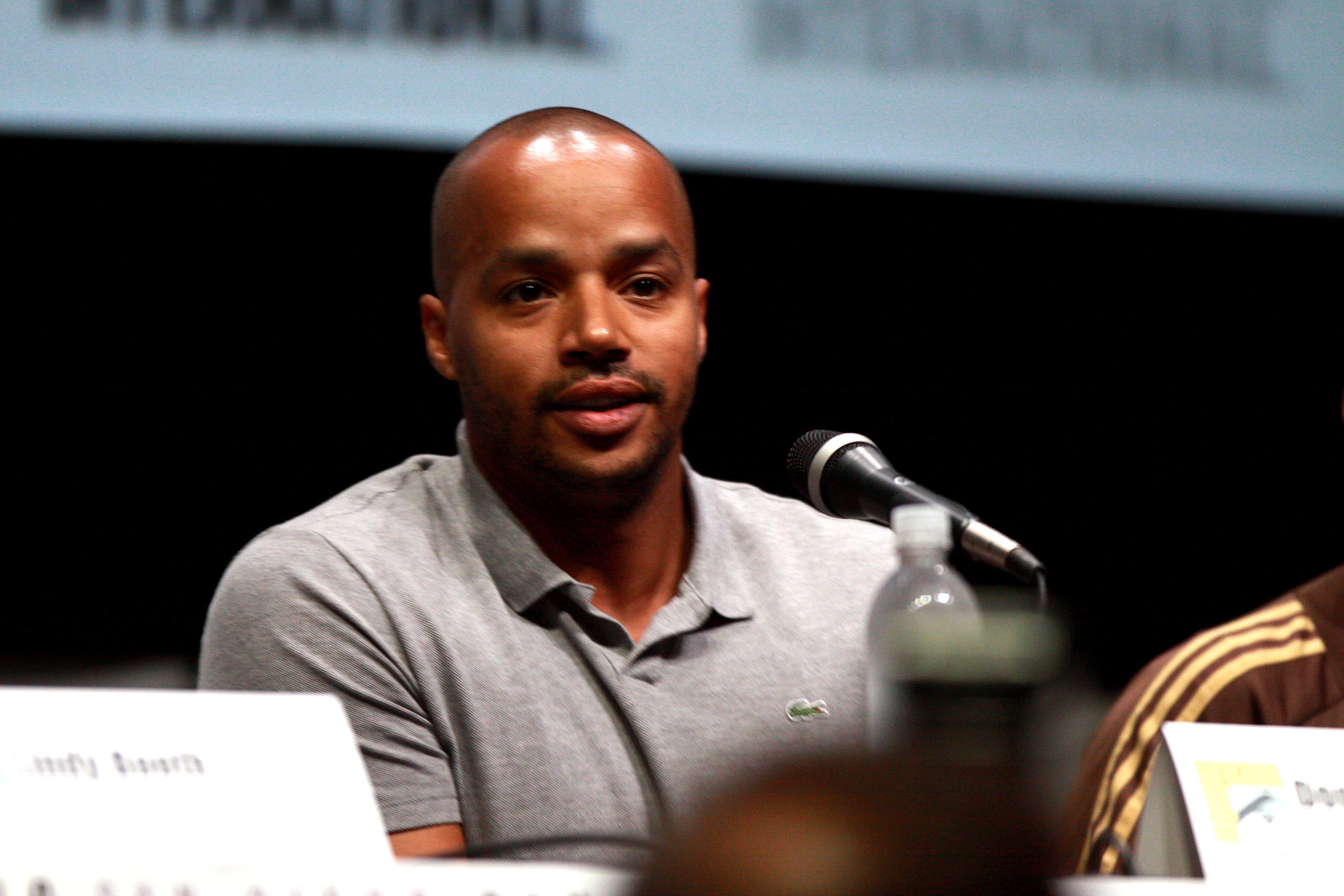
Donald Faison bei der Comic-Con 2013

Donald Adeosun Faison (* 22. Juni 1974 in New York) ist ein US-amerikanischer Schauspieler. Er ist hauptsächlich durch seine Rolle in der Comedy-Serie Scrubs – Die Anfänger (2001–2010) bekannt.

## Leben und Karriere
Donald Faison wurde 1974 als ältester von drei Brüdern in New York geboren. Seine Eltern Shirley und Donald waren als Schauspieler am Harlem’s National Black Theatre beschäftigt. Die Beziehung zu seiner Mutter hatte bedeutenden Einfluss auf seine Entscheidung für eine Schauspielkarriere. Er beschreibt sie als „seine größte Heldin“ („My biggest hero has always been my mother.“) und benennt eine ihrer Theaterproben als eine seiner frühesten Erinnerungen.
Faison besuchte die Children’s School for the Development of Intuitive and God-Conscious Art, eine Institution des National Black Theatre. Mit seinen jüngeren Brüdern Dade und Olamide erprobte er sein schauspielerisches Talent in kleinen Privatfilmen. Im Alter von sechs Jahren spielte er eine Rolle in dem Theaterstück When the Lion Roars, in dessen Entwicklung man ihn zuvor mit eingebunden hatte.
Seine ersten kommerziellen Fernseherfahrungen sammelte Faison mit fünf Jahren in einem Werbespot für die Frühstücksflockenmarke Oatmeal Raisin Crisp. Es folgten mehrere Auftritte in der US-amerikanischen Version der Sesamstraße im Laufe der 1980er Jahre. Professionelleres Schauspiel erlernte er an den künstlerisch orientierten Manhattan’s Professional Children’s School und LaGuardia High School of Music, Art and the Performing Arts in New York.
Seit seinem Abschluss im Jahr 1992 ist Faison als Film- und Fernsehschauspieler aktiv. Er debütierte in einer Nebenrolle an der Seite von Rapper Tupac Shakur und Samuel L. Jackson im Film Juice. In den Folgejahren war er in den namhaft besetzten Filmen Sugar Hill (1994 mit Wesley Snipes) und Warten auf Mr. Right (Originaltitel: Waiting to Exhale; 1995 mit Whitney Houston und Angela Bassett) zu sehen. Seinen Durchbruch schaffte er im Jahr 1995 als Murray Lawrence Duvall mit dem Film Clueless – Was sonst! und einer darauf aufbauenden Fernsehserie, die bis 1999 produziert wurde.

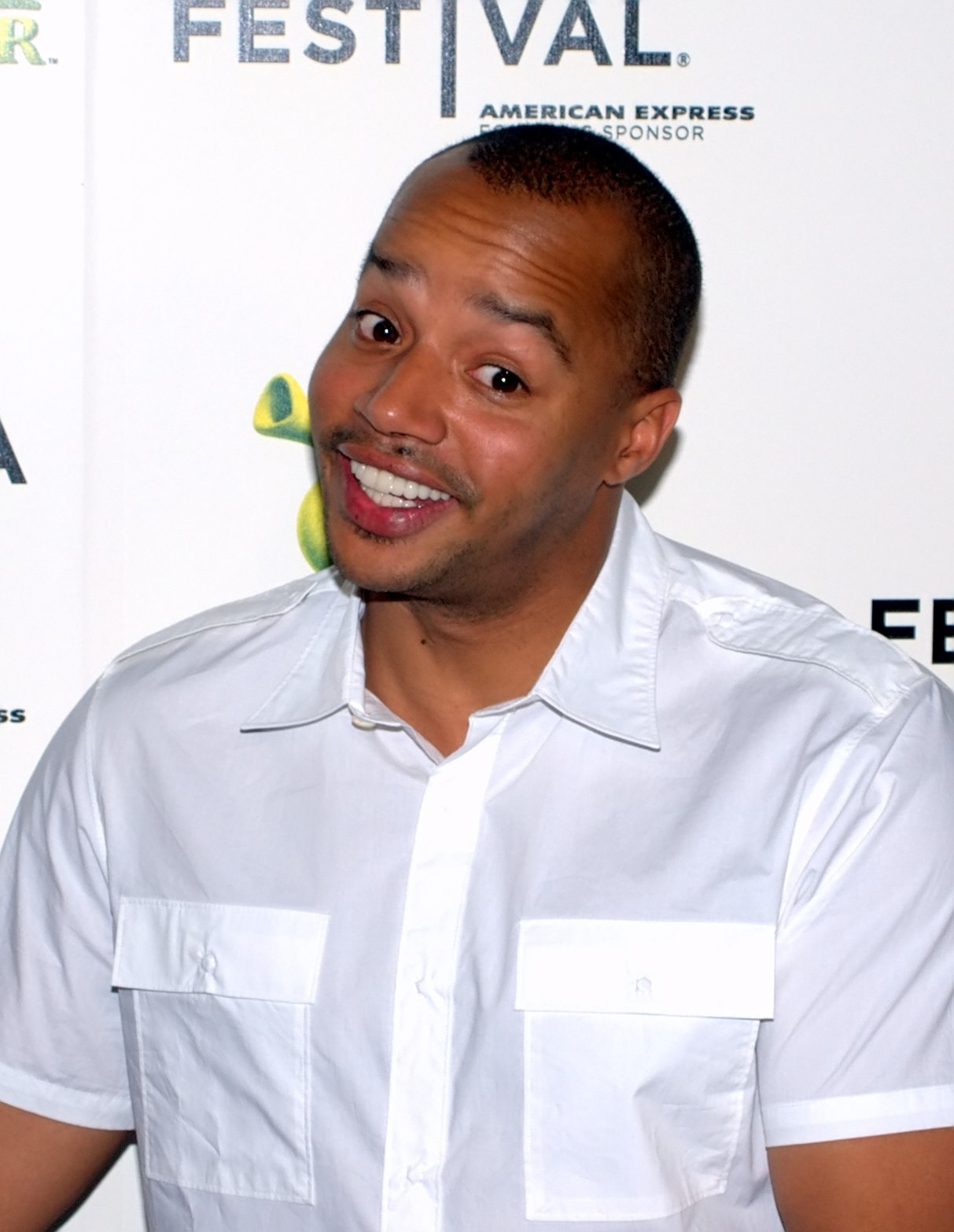
Faison in New York (2010)

Parallel dazu nahm er Ende der 1990er Jahre Gastrollen in den Fernsehserien New York Undercover (für eine Folge, 1996) und Sabrina – Total Verhext! (Originaltitel: Sabrina, the Teenage Witch; für vier Folgen, 1996–1998) an. Als große Rolle ist seine Besetzung als Petey Jones im Sportdrama Gegen jede Regel (Originaltitel: Remember the Titans; 2000) mit Hauptdarsteller Denzel Washington zu nennen. Im Folgejahr spielte er die wiederkehrende Figur Tracy in J. J. Abrams’ Felicity.
Zwischen 2001 und 2010 verkörperte Faison den angehenden Chirurgen Dr. Christopher Duncan Turk in der Krankenhaus-Sitcom Scrubs – Die Anfänger. Faison ist seither eng mit seinem Scrubs-Kollegen Zach Braff befreundet. Während der Drehpause nach der ersten Staffel der Sitcom teilten sich die beiden im Frühjahr und Sommer 2002 eine Wohnung in New York. Faisons Synchronsprecher in der Serie ist Sebastian Schulz. In den Jahren 2002 und 2004 wurde Faison für seine Rolle mit dem BET Comedy Award in der Kategorie Outstanding Supporting Actor in a Comedy Series (Herausragender Nebendarsteller in einer Comedy-Serie) ausgezeichnet. Er war darüber hinaus zwischen 2004 und 2008 jeweils viermal für den Teen Choice sowie den NAACP Image Award nominiert.
„Turk“, wie er in der Serie zumeist genannt wird, war seine längste durchgehende Rolle und ist bis heute die Figur, mit der Faison im Allgemeinen identifiziert wird. Gegenüber dem Online-Magazin E! Online verglich er die Arbeit an Scrubs und Felicity: „I loved working on both. But in Scrubs, I’m part of the cast. In Felicity, I was only in little parts, so I didn’t feel like a total cast member. Even though I was there two years, I wasn’t a regular.“ („Ich mochte die Arbeit an beiden [Serien] sehr. Doch bei Scrubs bin ich Teil der Besetzung. Bei Felicity hatte ich nur kleinere Auftritte und fühlte mich daher nicht wie ein vollwertiges Cast-Mitglied. Obwohl ich zwei Jahre dabei war, gehörte ich nicht zur Stammbesetzung.“).
Während seiner Arbeit an Scrubs spielte er unter anderem in Lügen haben kurze Beine (Originaltitel: Big Fat Liar; 2002) und Uptown Girls – Eine Zicke kommt selten allein (2003) mit. Er leiht zudem Trick- und Animationsfiguren seine Stimme. Zu seinen Synchronbesetzungen zählen In tierischer Mission (Originaltitel: Good Boy!; 2003), Robot Chicken (2005–2009) sowie diverse Figuren in Clone High (2002–2003). Nach dem Ende von Scrubs war Faison im Science-Fiction-Thriller Skyline und der Komödie Venus & Vegas zu sehen. Von 2011 bis 2015 spielte Faison die Hauptrolle des geschiedenen Mannes Phil Chase in der Fernsehserie The Exes.
Im Jahr 1997 begann Faison eine Beziehung mit Lisa Askey und heiratete sie am 27. Februar 2001. Die beiden haben drei gemeinsame Kinder, Faison hat zudem einen Sohn aus einer früheren Beziehung zu Audrey Ince. 2006 reichten Faison und Askey die Scheidung ein. Seit 2006 ist er mit der Schauspielerin CaCee Cobb zusammen, die mehrere Gastauftritte in der MTV-Serie Newlyweds hatte. Beide verlobten sich im August 2011 und heirateten im Dezember 2012. Mitte August 2013 kam ihr gemeinsamer Sohn auf die Welt.

## Filmografie

### Filme
- 1992: Juice – City-War (Juice)
- 1994: Sugar Hill
- 1995: Clueless – Was sonst!
- 1995: New Jersey Drive
- 1995: Waiting to Exhale – Warten auf Mr. Right (Waiting to Exhale)
- 1997: Academy Boyz
- 1998: Tod eines Showgirls (Butter)
- 1998: Ich kann’s kaum erwarten (Can’t Hardly Wait)
- 1999: Im Fadenkreuz des Todes (Supreme Sanction)
- 1999: Trippin’
- 2000: Gegen jede Regel (Remember the Titans)
- 2001: Josie and the Pussycats
- 2001: Double Trouble – Ein Cop auf Abwegen (Double Whammy)
- 2002: Lügen haben kurze Beine (Big Fat Liar)
- 2003: Ravedactyl: Project Evolution
- 2003: In tierischer Mission (Good Boy!, Sprechrolle)
- 2003: Uptown Girls – Eine Zicke kommt selten allein (Uptown Girls)
- 2005: Wer entführt Mr. King? (King’s Ransom)
- 2006: Bachelor Party Vegas
- 2006: Neue Liebe, neues Glück (Something New)
- 2006: Homie Spumoni
- 2009: Lieferung mit Hindernissen – Killer Frei Haus (Next Day Air)
- 2010: Skyline
- 2010: Venus & Vegas
- 2012: Pitch Perfect
- 2013: Kick-Ass 2
- 2013: Die verzauberte Schneekugel (A Snow Globe Christmas)
- 2013: Mein Junggesellenabschied (Stag)
- 2014: Wish I Was Here
- 2014: Let’s Kill Ward’s Wife
- 2017: Little Evil
- 2018: Game Over, Man!
- 2019: The Wave – Deine Realität ist nur ein Traum (The Wave)
- 2020: Embattled

### Fernsehserien
- 1996: New York Undercover (eine Folge)
- 1996–1998: Sabrina – Total Verhext! (Sabrina, the Teenage Witch, Fernsehserie, 4 Folgen)
- 1996–1999: Clueless – Die Chaos-Clique (Clueless) (62 Folgen)
- 2000–2002: Felicity (23 Folgen)
- 2001–2010: Scrubs – Die Anfänger (Scrubs) (179 Folgen)
- 2002–2003: Clone High (Sprechrollen)
- 2004: Higglystadt Helden (eine Folge)
- 2011–2015: The Exes (64 Folgen)
- 2015: Undateable (2 Folgen)
- 2016: House of Lies (2 Folgen)
- 2017–2018: Ray Donovan (7 Folgen)
- 2018: Unsolved (2 Folgen)
- 2019–2020: Emergence (13 Folgen)
- 2021–2022: The L Word: Generation Q (8 Folgen)
- 2022: Legends of Tomorrow (eine Folge)
- 2022–2024: Alice in der Wunderland-Bäckerei (Stimme)
- 2023: Wunderbare Jahre (The Wonder Years, 1 Folge)
- 2023–2024: Extended Family (13 Folgen)

### Auftritte in Musikvideos
- 1996: Brandy – Sittin’ Up In My Room (aus dem Soundtrack zu Warten auf Mr. Right)
- 2003: Gavin DeGraw – Chariot
- 2008: Fall Out Boy feat. John Mayer – Beat It (Michael-Jackson-Cover)
- 2015: Ingrid Michaelson – Time Machine